# Бобино (Кировская область)
Бо́бино — село в Слободском районе Кировской области России. Административный центр Бобинского сельского поселения.

## География
Деревня находится на севере центральной части Кировской области, в подзоне южной тайги, в 2,5 км от объездной дороги (Р243), на расстоянии приблизительно 11 километров (по прямой) к северо-востоку от города Кирова, областного центра.

### Климат
Климат характеризуется как континентальный, с продолжительной холодной многоснежной зимой и умеренно тёплым летом. Среднегодовая температура — 1,5 °C. Средняя температура воздуха самого холодного месяца (января) составляет −14,2 °C (абсолютный минимум — −45 °С); самого тёплого месяца (июля) — 17,8 °C (абсолютный максимум — 35 °С). Безморозный период длится в течение 120—125 дней. Годовое количество атмосферных осадков — 550—600 мм, из которых около 70 % выпадает в тёплый период. Снежный покров устанавливается в конце октября и держится около шести месяцев.

## История
Известно как село, имевшее церковь, с 1603. Упоминается в дозорной книге князя Звенигородского 1629 года с числом жителей 118 чел. Было центром Бобинского тяглого стана Хлыновского уезда, который с 1670 полностью стал входить в вотчину Вятского архиерейского хома. До 1929 входило в Вятскую волость Вятского уезда.

## Население
| 2010 |
| ---- |
| 954  |

## Известные уроженцы, жители
- Сюткин, Павел Павлович (род. 1922) — полковник, участник Великой Отечественной войны, Герой Российской Федерации.

## Инфраструктура
Личное подсобное хозяйство с зоной сельскохозяйственного использования, индивидуальная застройка усадебного типа.
Основа экономики — сельское хозяйство.
Дом культуры, Вятский аграрно-промышленный техникум. Средняя общеобразовательная школа. Отделение почтовой связи Бобино 613117.

## Достопримечательности
Церковь Николая Чудотворца.

### Памятник собаке
В центре села, перед центральным входом на территорию средней общеобразовательной школы, стоит необычный гранитный памятник. На нём высечены силуэт собаки и слова: «Собаке Бобке, которая погибла в 1908 г., спасая жизнь своему хозяину на Бобинском кордоне. Оригинал памятника варварски разрушен. Камень установлен в октябре 2001 г.».
История о лайке по имени Бобка стала легендарной. Есть несколько версий, по-разному трактующих детали её подвига. Однако точно известно, что она спасла от гибели своего хозяина — лесника Владимира Панкратова. На него напала стая волков, а верная спутница без оглядки ринулась на защиту и ценой своей жизни спасла хозяина.
Первоначальный памятник находился на упомянутом кордоне в 2-х км от села. Ныне в этом месте, в берёзовых рощицах в окружении соснового бора, располагается обыкновенная с виду поляна. Но ещё несколько десятилетий назад рядом с ней располагался небольшой пруд с холодной ключевой водой. На берегу пруда росли кедры — уникальное явление для этой природной зоны. На поляне стояла избушка лесника. А рядом с тропинкой к пруду находился памятник собаке, поставленный Владимиром Панкратовым.
В 1980 году неизвестные расколотили молотками скульптуру из известняка на мелкие кусочки. Давно уже от дома лесника не осталось и следа, запруду прорвало, территория заболотилась, кедры засохли. А сотни камней и осколков были заботливо собраны в груду стараниями местного краеведа, учителя школы Ложкиной Раисы Васильевны и её учеников. С годами детьми вокруг каменной кучи был сооружён заборчик, поставлена памятная табличка. Кордон стал маршрутом ежегодных походов учащихся начальных классов. Многие поколения юных селян здесь имели возможность задуматься об исторической памяти и вандализме.
В конце 1990-х Ложкина Р. В. решила восстановить памятник и обратилась за помощью к коллегам, учащимся, сотрудникам кировского тележурнала «Муравейник». Проводились открытые мероприятия по сбору средств. Благодаря настойчивости педагога-энтузиаста нашёлся скульптор, который вырыл из земли закопанную им там гранитную глыбу, часть бывшего снесённого памятника Сталину. Отыскались спонсоры, которые помогли оплатить работу. Учителя-мужчины водрузили готовый «монумент» на цементное основание. В 2001 г. состоялось его открытие, репортаж о церемонии показало областное телевидение. С тех пор памятник собаке стал одной из главных достопримечательностей села.

### Мемориал павшим воинам-односельчанам
Открытие памятника произошло 9 мая 1983 года. Автор скульптуры — Савинцев Иван Васильевич (1929—1984), проживавший в с. Лаж Лебяжского района Кировской области.
Фигура солдата помещена на пьедестале, на котором высечены орден Победы и слова: «Воинам-землякам, погибшим в годы Великой Отечественной войны 1941—1945 гг». На постаменте — слова поэтессы О. Берггольц: «Никто не забыт, ничто не забыто». На территории мемориала 12 плит, где высечены названия населённых пунктов Бобинского края и фамилии погибших солдат. Из Бобино и окрестных деревень ушло на фронт более 800 человек, не вернулись около 600.

## Транспорт
Автобусное сообщение с райцентром. Остановка общественного транспорта «Бобино».